# Gorliwi głosiciele Królestwa
Gorliwi głosiciele Królestwa – ogólnoświatowa seria kongresów (dużych spotkań religijnych), zorganizowanych przez Świadków Jehowy w przeszło 150 krajach. Seria kongresów rozpoczęła się w maju 2002 roku (na półkuli północnej), a zakończyła w styczniu 2003 roku (na półkuli południowej).

## Kongresy

### Kongresy wPolsce
Zorganizowano 22 kongresy w 18 miastach Polski, ochrzczono 2184 osoby.
Białystok: Ponad 4 tysiące obecnych, 51 osób zostało ochrzczonych.
Bydgoszcz: Przeszło 6 tysięcy obecnych)
Gdańsk: Około 8 tysięcy obecnych.
Kalisz
Koszalin
Legnica
Lublin: Ochrzczono 71 osób.
Łódź.
Olsztyn
Poznań: Około 10 tysięcy obecnych. 
Rzeszów
Sosnowiec: Seria 5 kongresów w Centrum Kongresowym Świadków Jehowy.
Starachowice
Szczecin: Ochrzczono 180 osób
Warszawa
Wrocław
Zamość
Zielona Góra: Blisko 6 tysięcy obecnych.

### Kongresy na świecie
Kongresy zorganizowano w przeszło 150 krajach (na podstawie informacji zamieszczonych w poszczególnych edycjach językowych czasopisma „Strażnica Zwiastująca Królestwo Jehowy” z 15 lutego 2002 roku). Kongresy w języku polskim odbyły się również w Niemczech (12–14 sierpnia, Gelsenkirchen) oraz w Stanach Zjednoczonych (Uniondale; sesje w j. polskim; 5–7 lipca).
Na kongresach w Demokratycznej Republice Konga ogłoszono wydanie Chrześcijańskich Pism Greckich w Przekładzie Nowego Świata (Nowy Testament) w języku bembe i w języku lingala.

## Ważne punkty programu
Według organizatorów, Ciała Kierowniczego Świadków Jehowy w programie „wykazano, że dzisiejsi słudzy Boży starają się naśladować gorliwość i odwagę Jezusa Chrystusa. Gorliwość można pielęgnować dzięki studiowaniu Słowa Bożego, a uzewnętrzniać przez wyświadczanie dobra, zwłaszcza przez entuzjastyczne głoszenie o Królestwie Bożym”.
- Dramat: Pozostań niezłomny w ciężkich czasach.
- Wykład publiczny: Zmienia się scena tego świata